# Dorfkirche Wildau-Wentdorf

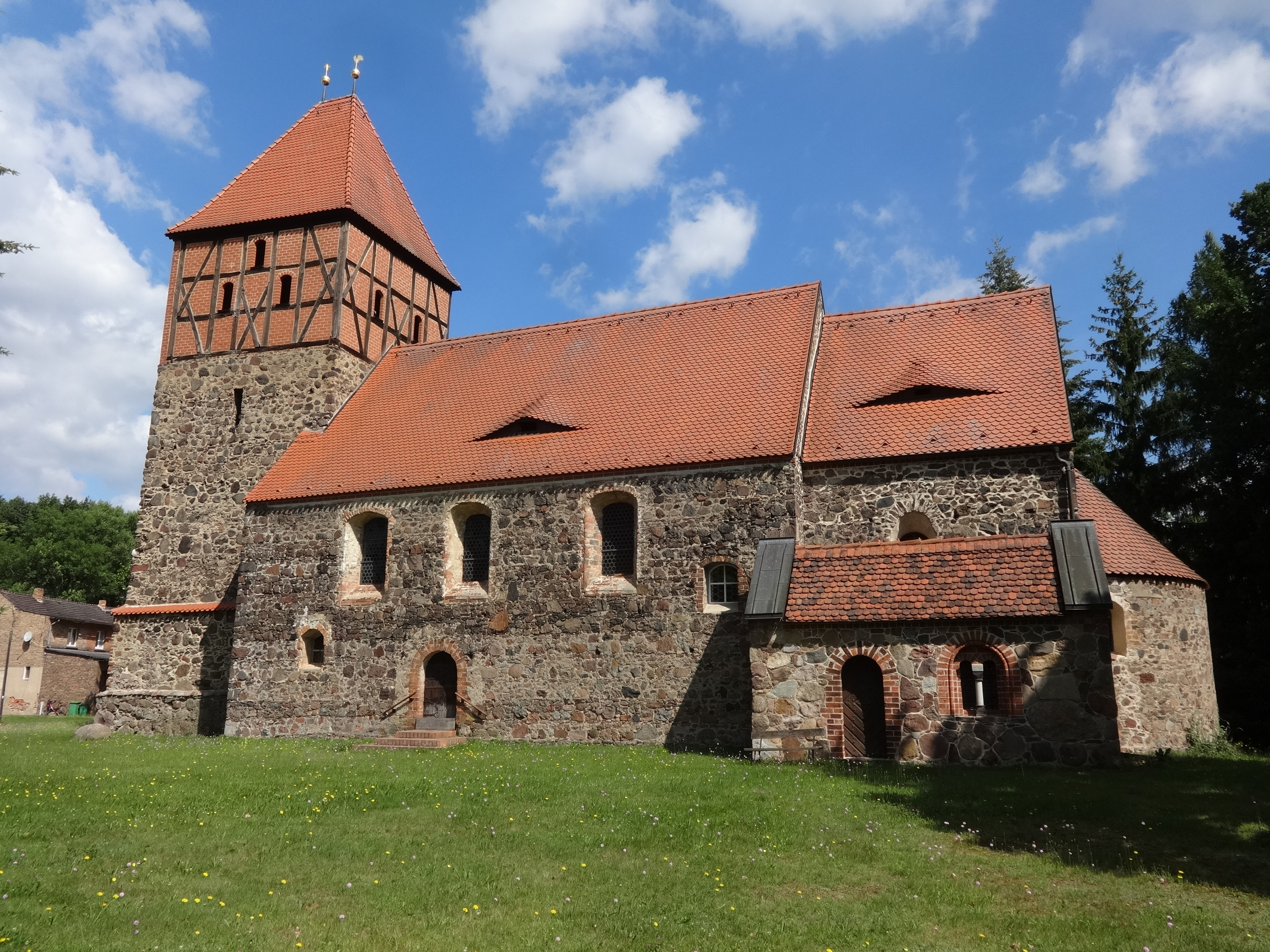
Dorfkirche Wildau-Wentdorf

Die evangelische Dorfkirche Wildau-Wentdorf ist eine Feldsteinkirche in Wildau-Wentdorf, einem Ortsteil der Gemeinde Dahmetal im Landkreis Teltow-Fläming in Brandenburg.

## Geschichte
Der Sakralbau entstand Anfang des 13. Jahrhunderts. Über die weitere Geschichte des Bauwerks ist bislang nicht viel bekannt. Die Experten im Dehio-Handbuch vermuten, dass das Oberteil des Kirchturms um 1690 erneuert wurde. Um diese Zeit wurden vermutlich auch die zuvor gotischen Fensteröffnungen barock überformt. Zwei Türen an der Nord- und Südseite entstanden 1675. In den 1980er Jahren baute die Kirchengemeinde eine zuvor zurückgebaute Vorhalle am Chor wieder auf.

## Architektur

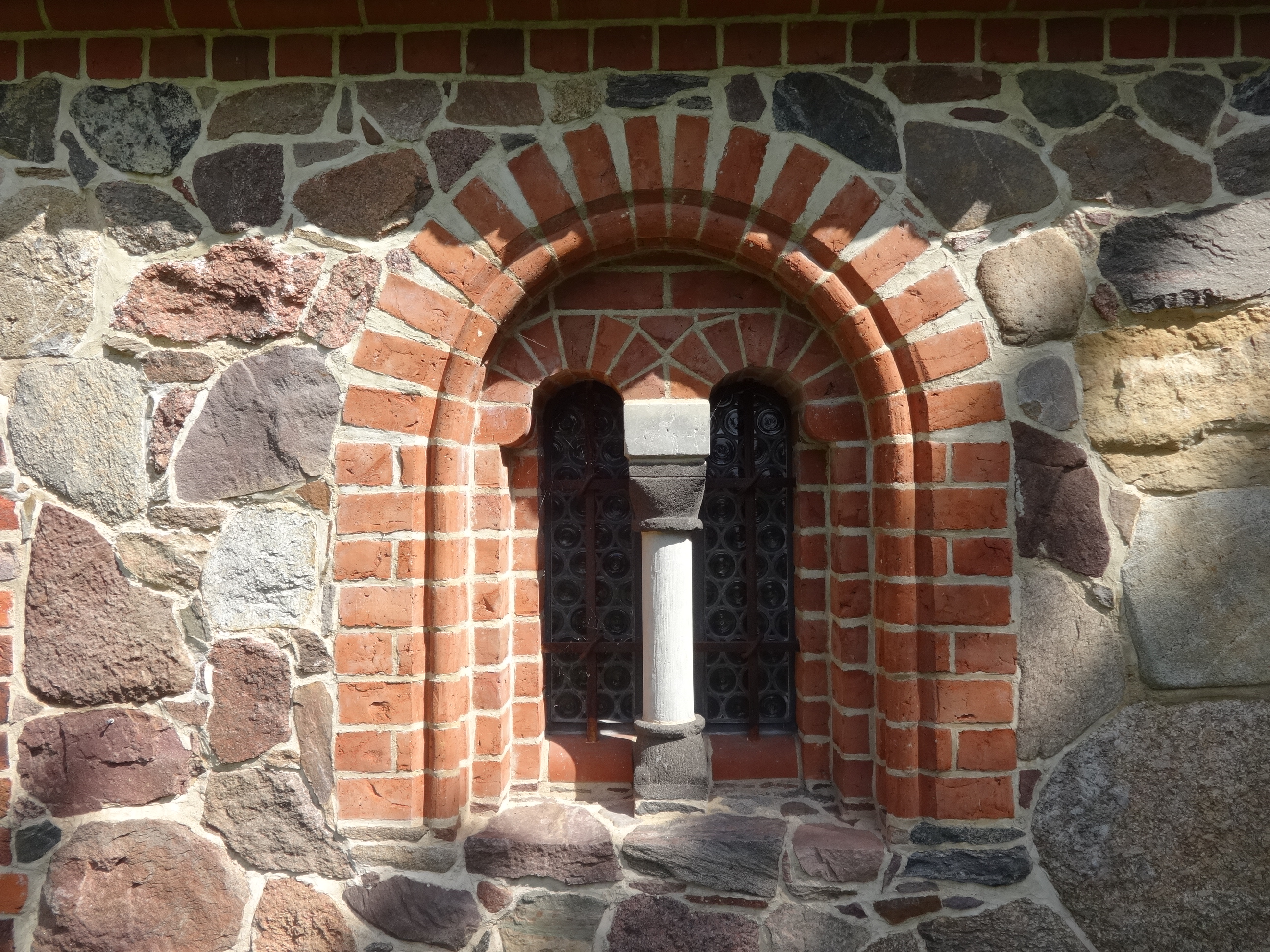
Detail am südlichen Vorbau

Die Saalkirche wurde aus kleinteiligen, aber lageweise geschichteten Feldsteinen errichtet, die bis auf die Ecken nur wenig behauen wurden. An der Südwand des Kirchenschiffs sind im oberen Bereich in Richtung Turm zwei große, in Richtung Chor ein großes und ein deutlich kleineres, segmentbogenförmiges Fenster vorhanden. In Richtung Westturm findet der Betrachter darunter eine weitere kleinere Öffnung, die von einem mit rötlichem Mauerstein eingefasstem Portal begleitet wird, das sich leicht links unterhalb des mittleren Fensters befindet. Am leicht eingezogenen Chor ist eine Öffnung zu erkennen, die von einem nachträglich angebrachten, rechteckigen Vorbau teilweise verdeckt wird. Er kann durch einen ebenfalls in rötlichem Mauerstein eingefassten Portal betreten werden. Daneben ist ein gekuppeltes und dreifach gestuftes Bleiglasfenster mit einer Säule vorhanden. Die Feldsteine sind in diesem Bereich deutlich größer und ungleichmäßiger geschichtet, als es im restlichen Bauwerk der Fall ist. Die Apsis ist ebenfalls eingezogen und besitzt nur ein mittig angebrachtes, bienenkorbförmiges Fenster sowie ein Kegeldach. Im Giebel des Chors wurden im unteren Bereich Feldsteine, darüber Mauersteine verwendet, die ein Kreuz formen. An der nördlichen Kirchenwand sind zwei große Fenster vorhanden. Das dritte, westlich gelegene Fenster ist deutlich kleiner. Es wird von einer weiteren Öffnung sowie einer Pforte ergänzt, deren Lage in etwa mit der auf der Südwand identisch sind. Sie stammen aus der Bauzeit der Kirche. Im Westen des Bauwerks steht der leicht eingezogene, in seinem Grundriss quadratische Turm, der bis in etwa zur Höhe der Traufe des Kirchenschiffs aus Feldsteinen erbaut wurde. Das obere Geschoss besteht aus Fachwerk mit schwarzem Holz, dessen Gefach mit rötlichem Ziegel aufgefüllt wurde. Je zwei kleine bienenkorbförmige Öffnungen an der West- und Ostseite sowie drei gleichartige Öffnungen an der Nord- und Südseite im mittleren Bereich dienen als Klangarkade. Oberhalb des Turms ist ein Walmdach mit je einer Turmkugel und einem Kreuz bzw. Wetterfahne. Kirchenschiff und Chor sind mit rotem Biberschwanz eingedeckt und besitzen je eine Fledermausgaube pro Seite und Bauteil. Es fällt auf, dass am Westturm kein Portal vorhanden ist, sondern lediglich eine kleine Pforte an der Nordseite.

## Ausstattung
Die Kanzel stammt aus dem späten 17. Jahrhundert und zeigt am Korb zwischen Ecksäulen Jesus Christus sowie die vier Evangelisten. Der Schalldeckel erinnert in seiner Form an eine Krone. Die Fünte wurde aus Sandstein im Jahr 1588 hergestellt. Die Kuppa trug ursprünglich ebenfalls die Bilder der vier Evangelisten; jedoch fehlt Matthäus. In der Apsis steht ein hölzernes Sakramentshäuschen, das vermutlich aus dem Anfang des 15. Jahrhunderts stammt. Eine Triumphkreuzgruppe wurde im späten 17. Jahrhundert geschaffen. Das Kirchengestühl entstand 1697.
Die nördliche Empore stammt aus dem Jahr 1617, während die halbrund geformte Westempore im Jahr 1748 errichtet wurde. Dort steht eine Orgel von Ferdinand Dinse mit einem Prospekt aus der Zeit um 1700, auf denen zwei musizierende Putten stehen. Seitlich sind zwei ovale, mit Akanthus verzierte Medaillons angebracht, die Moses und die Anbetung der Hirten zeigen. In der Vorhalle steht eine Kirchenlade aus dem 13. oder 14. Jahrhundert sowie ein Epitaph, das an den 1746 verstorbenen Johann Georg Fischer erinnert. Zur weiteren Kirchenausstattung gehört eine Truhe im Chor, die auf das Jahr 1205 datiert werden konnte.
Das Kirchenschiff ist in seinem Innern flach gedeckt. Der Chor wurde ursprünglich mit einem Kreuzrippengewölbe errichtet, jedoch zum Zeitpunkt der barocken Umgestaltung mit einem Kreuzgratgewölbe versehen. In der Apsis ist eine Halbkuppel verbaut; Apsis- und Triumphbogen sind rundbogig.